# 경북지방우정청
경북지방우정청(慶北地方郵政廳, Gyeongbuk Regional Communications Office)은 우정사업본부의 소속기관이다. 2011년 5월 30일 발족하였으며, 대구광역시 동구 동촌로 1에 위치한다. 청장은 고위공무원단 나등급에 속하는 일반직공무원으로 보한다. 동대구우체국과 청사를 공유한다.

## 직무
- 우편물의 접수·운송 및 배달
- 우체국예금·우체국보험 등 우체국금융사업

## 연혁
- 1970년 11월 17일: 부산지방체신청으로부터 경상북도를 관할구역으로 이관받아 체신부 소속으로 대구지방체신청을 설치.[2]
- 1979년 9월 7일: 경북지방체신청으로 개편.[3]
- 1989년 12월 28일: 달구벌대로 118-2로 청사 이전.
- 1994년 12월 23일: 정보통신부 소속으로 변경.[4]
- 2000년 7월 1일: 우정사업본부 소속으로 변경.[5]
- 2010년 2월 1일: 현 청사로 이전.
- 2011년 5월 30일: 경북지방우정청으로 개편.[6]

## 관할구역
- 대구광역시
- 경상북도

## 조직

### 청장
| - 감사관실 우정사업국 - 우정계획과 - 우편영업과 - 우편물류과 - 예금영업과 - 보험영업과 사업지원국 - 운영지원과 - 인력계획과 - 회계정보과 | - 우체국 - 대구우체국 - 동대구우체국 - 서대구우체국 - 북대구우체국 - 대구달서우체국 - 대구수성우체국 - 군위우체국 - 포항우체국 - 경주우체국 - 안동우체국 - 구미우체국 - 경산우체국 - 영주우체국 - 상주우체국 - 달성우체국 - 김천우체국 - 영천우체국 - 의성우체국 - 문경우체국 - 울진우체국 - 예천우체국 - 영덕우체국 - 봉화우체국 - 칠곡우체국 - 청도우체국 - 청송우체국 - 성주우체국 - 영양우체국 - 고령우체국 - 울릉우체국 - 우편집중국 - 대구우편집중국 - 안동우편집중국 - 포항우편집중국 |